# Atrichopogon xanthophilus
Atrichopogon xanthophilus är en tvåvingeart som först beskrevs av Jean-Jacques Kieffer 1911.  Atrichopogon xanthophilus ingår i släktet Atrichopogon och familjen svidknott. Inga underarter finns listade i Catalogue of Life.